# Pimenteiras (ort)
Pimenteiras är en ort i Brasilien.   Den ligger i kommunen Pimenteiras och delstaten Piauí, i den östra delen av landet, 1 300 km nordost om huvudstaden Brasília. Pimenteiras ligger 280 meter över havet och antalet invånare är 3 819.
Terrängen runt Pimenteiras är platt. Runt Pimenteiras är det mycket glesbefolkat, med 2 invånare per kvadratkilometer.. Det finns inga andra samhällen i närheten.
Omgivningarna runt Pimenteiras är huvudsakligen savann.